# Abborrtjärnen (Bjurholms socken, Ångermanland, 708395-167791)
Abborrtjärnen är en sjö i Bjurholms kommun i Ångermanland och ingår i Öreälvens huvudavrinningsområde.